# العلاقات البالاوية الغينية
العلاقات البالاوية الغينية هي العلاقات الثنائية التي تجمع بين بالاو وغينيا.

## مقارنة بين البلدين
هذه مقارنة عامة ومرجعية للدولتين:
| وجه المقارنة                                              | بالاو                         | غينيا       |
| --------------------------------------------------------- | ----------------------------- | ----------- |
| المساحة (كم2)                                             | 465                           | 245.86 ألف  |
| عدد السكان (نسمة)                                         | 21.73 ألف                     | 12.72 مليون |
| الكثافة السكانية (ن./كم²)                                 | 4.67 ألف                      | 51.74       |
| العاصمة                                                   | نغيرولمود، كورور              | كوناكري     |
| اللغة الرسمية                                             | لغة إنجليزية، اللغة البالاوية | لغة فرنسية  |
| العملة                                                    | دولار أمريكي                  | فرنك غيني   |
| الناتج المحلي الإجمالي (بليون دولار)                      | 291.54 مليون                  | 10.50 مليار |
| الناتج المحلي الإجمالي (تعادل القوة الشرائية) بليون دولار | 326.12 مليون                  | 15.24 مليار |
| الناتج المحلي الإجمالي الاسمي للفرد دولار أمريكي          | 13.50 ألف                     | 531         |
| الناتج المحلي الإجمالي للفرد دولار أمريكي                 | 14.76 ألف                     | 1.22 ألف    |
| مؤشر التنمية البشرية                                      | 0.780                         | 0.411       |
| رمز المكالمات الدولي                                      | +680                          | +224        |
| رمز الإنترنت                                              | .pw                           | .gn         |
| المنطقة الزمنية                                           | ت ع م+09:00                   | 00          |

## منظمات دولية مشتركة
يشترك البلدان في عضوية مجموعة من المنظمات الدولية، منها:
| علم المنظمة | اسم المنظمة                                 | تاريخ انضمام بالاو | تاريخ انضمام غينيا |
| ----------- | ------------------------------------------- | ------------------ | ------------------ |
|             | مجموعة دول أفريقيا والكاريبي والمحيط الهادئ | ?                  | ?                  |
|             | مؤسسة التنمية الدولية                       | 16 ديسمبر 1997     | 26 سبتمبر 1969     |
|             | الأمم المتحدة                               | 15 ديسمبر 1994     | 12 ديسمبر 1958     |
|             | البنك الدولي للإنشاء والتعمير               | 16 ديسمبر 1997     | 28 سبتمبر 1963     |
|             | منظمة حظر الأسلحة الكيميائية                | ?                  | ?                  |
|             | مؤسسة التمويل الدولية                       | 16 ديسمبر 1997     | 22 أكتوبر 1982     |
|             | وكالة ضمان الاستثمار متعدد الأطراف          | 16 ديسمبر 1997     | 5 أكتوبر 1995      |
|             | يونسكو                                      | 20 سبتمبر 1999     | 2 فبراير 1960      |